# Корана (річка)
45°30′0″ пн. ш. 15°34′30″ сх. д. / 45.50000° пн. ш. 15.57500° сх. д.
Корана (хорв. Korana) — річка в Хорватії і Боснії та Герцеговині, права притока річки Купа.
Довжина річки — 144 км, середньорічний стік — 86 м³/c. Належить до басейну Дунаю та Чорного моря.

## Географія протікання
Корана бере початок у Хорватії на території національного парку Плитвицькі озера. Води Корани, що течуть крізь вапняк, за тисячі років нанесли бар'єри травертина, утворивши природні дамби, які в свою чергу створили ряд мальовничих озер, водоспадів і печер.
Покинувши територію парку, Корана зберігає гірський характер, тече в каньйоні, швидкість течії висока. За Плитвицькими озерами Корана протягом 25 км є кордоном між Хорватією та Боснією і Герцеговиною. Потім річка повертає на північний захід, знову входить на територію Хорватії, де протікає через місто Слунь. Тут, в районі впадіння річки Слуньчиця в Корану, знаходиться каскад водоспадів — Растоке.
Нижче Слуня Корана тече на північ, впадає в річку Купа в межах міста Карловац. В нижній течії річки характер спокійніший. За кілька кілометрів до гирла Корана, також на території Карловац, приймає зліва свою найбільшу притоку — Мрежницю.